# Paul Hoffman (basquetebolista)
Paul James Hoffman (12 de abril de 1925 - Baltimore, 12 de novembro de 1998) foi um basquetebolista profissional estadunidense. Possuía 1,87m de altura e pesava 88 kg, atuando na posição armador e ala-armador. Durante os anos de 1963-1965 atuou no cargo de executivo da franquia Baltimore Bullets que nos dias de hoje é o Washington Wizards.
Em sua primeira temporada como profissional na NBA foi campeão jogando pelo Baltimore Bullets (original).